# Plimski val
Plimski val je pojav ob plimi, pri katerem sprednji rob prihajajoče plime tvori val (ali valove) vode, ki potuje po reki ali ozkem zalivu navzgor in obrne smer toka reke ali zaliva. To je močna plima, ki potiska reko navzgor proti toku.

## Opis
Plimski val se pojavlja na sorazmerno malo lokacijah po vsem svetu, običajno na območjih z velikim razponom plimovanja (običajno več kot 6 metrov med visoko plimo in nizko oseko) in kjer se prihajajoče plime usmerjajo skozi širok zaliv v lijakasto ustje plitve in vedno ožje rečne struge. Zavzema razne oblike in višine. Lijaku podobna oblika ne le poveča obseg plimovanja, ampak lahko tudi skrajša trajanje plimovanja do točke, ko se poplava pojavi kot nenaden dvig gladine vode. Plimski val se pojavi med plimovanjem in nikoli med oseko.
Plimski val ima lahko različne oblike, od ene same lomljive valovne fronte z valjem – podobno kot hidravlični skok – do valovitih plimskih valov, ki obsegajo gladko valovno fronto, ki ji sledi niz sekundarnih valov, znanih kot valovi. Veliki plimski valovi so lahko posebej nevarni za ladijski promet, hkrati pa predstavljajo priložnosti za deskanje po rekah.[6]
Dve ključni značilnosti plimskega vala sta intenzivna turbulenca in turbulentno mešanje, ki nastaneta med širjenjem vala, pa tudi ropotanje. Vizualna opazovanja plimskih valov poudarjajo turbulentno naravo naraščajočih voda. Plimski val povzroči močno turbulentno mešanje v območju estuarija, učinke pa je mogoče čutiti na precejšnjih razdaljah. Opazovanja hitrosti kažejo na hitro upočasnitev toka, povezano s prehodom vala, kot tudi velika nihanja hitrosti. Plimski val ustvarja močno bučanje, ki združuje zvoke, ki jih povzročajo turbulenca v sprednji strani vala in mladiči, zajeti zračni mehurčki v vrtinskem valju, erozija sedimenta pod sprednjo stranjo vala in bregov, razrivanje plitvin in prečnikov ter udarci na ovire. Ropot vala se sliši daleč, saj lahko njegove nizke frekvence potujejo na velike razdalje. Nizkofrekvenčni zvok je značilnost napredujočega vala, v katerem so zračni mehurčki, ujeti v obsežne vrtince, akustično aktivni in igrajo prevladujočo vlogo pri ustvarjanju ropotajočega zvoka.

## Etimologija
Angleška beseda tidal bore ali samo bore izhaja iz stare angleščine iz staronorveške besede bára, kar pomeni 'val' ali 'nabrekanje', francosko mascaret (to je »visoka plima ob rečnem ustju«).  Ob Amazonki mu pravijo pororoca (beseda izhaja iz lokalnega jezika Tupi in pomeni 'velik uničujoč hrup') 

## Učinki
Plimski valovi so lahko nevarni. Nekatere reke, kot so Sena v Franciji, reka Petitcodiac v Kanadi in reka Colorado v Mehiki, če jih naštejemo le nekatere, imajo v povezavi s plimskimi valovi zlovešč sloves. Na Kitajskem kljub opozorilnim tablam, postavljenim ob bregovih reke Čjantang, vsako leto pride do številnih smrtnih žrtev zaradi ljudi, ki preveč tvegajo z valom. Plimski valovi vplivajo na ladijski promet in plovbo v območju estuarija, na primer v Papuanski Novi Gvineji (v rekah Fly in Bamu), Maleziji (Benak v Batang Luparju) in Indiji (reka Hooghly).
Po drugi strani pa so estuariji, ki jih prizadene plimovanje, bogata prehranjevalna območja in gnezdišča več oblik divjih živali. Območja estuarija so drstišča in gnezdišča več domorodnih vrst rib, medtem ko prezračevanje, ki ga povzroči plimovanje, prispeva k obilni rasti številnih vrst rib in kozic (na primer v reki Rokan, Indonezija). Plimski valovi nudijo tudi priložnost za rekreativno deskanje po celinskih vodah, kot je Seven Ghosts na reki Kampar v Indoneziji.

## Znanstvene študije
Znanstvene študije so bile izvedene na reki Dee v Walesu v Združenem kraljestvu, Garoni in Sélune v Franciji, reki Daly v Avstraliji in estuarij reke Čjantang na Kitajskem. Moč toka plimovanja pogosto predstavlja izziv za znanstvene meritve, kar dokazujejo številni dogodki na terenu v reki Dee, Rio Mearim, reki Daly in reki Sélune.

## Reke in zalivi s plimskimi valovi
Reke in zalivi, za katere je znano, da kažejo plimske valove, so navedeni v nadaljevanju.

### Azija
- Ganges–Brahmaputra, Indija in Bangladeš
- Reka Ind, Indija in Pakistan
- Reka Sittaung, Burma
- Reka Čjantang, Kitajska, ki ima največjim plimskim valom na svetu, visokim do 9 m, potuje s hitrostjo do 40 km/h
- Batang Lupar ali reka Lupar, blizu Šri Amana, Malezija. Plimski val je lokalno znan kot benak.
- Batang Sadong ali reka Sadong, Saravak, Malezija.
- Bono, reka Kampar, v zalivu Meranti, Pelalavan, Indonezija. Lokalni prebivalci se bojijo, da bo ta pojav potopil ladje. Poroča se, da se prebije do 130 km v notranjost, vendar običajno do 40 km z višino 6 m.[14]

### Oceanija

#### Avstralija
- Reka Styx, Queensland
- Reka Daly, Severni teritorij

#### Papuanska Nova Gvineja
- Reka Fly[15]
- Reka Turama

### Evropi

#### Irska
- Reka Shannon, gor po izlivu Shannon do Limericka na Irskem: 21. september 2013

#### Združeno kraljestvo
- Reka Dee, Wales in Anglija
- Reka Mersey. Drugi najvišji plimski val za valom v reki Severn, visok do 1,7 metra. Val se po navadi oblikuje okoli Manchestrskega ladijskega kanala.
- Severn, Wales in Anglija, do 2 metra visoko
- Trent Aegir na reki Trent, Anglija, visok do 1,5 metra. Tudi drugi pokloni estuarija Humber.
- Reka Parrett
- Reka Welland
- Vrtina Arnside na reki Kent
- Reka Great Ouse
- Reka Ouse, Yorkshire. Tako kot vrtina Trent je tudi ta znana kot "Aegir".
- Reka Eden
- Reka Esk
- Reka Nene. To je bilo znano tudi kot Orel.
- Reka Nith
- River Lune, Lancashire
- River Ribble, Lancashire
- Reka Yealm, Devon
- Reka Leven, Cumbria
- Plimski val se premika vzdolž reke Ribble med vhodoma v reki Douglas in Preston

#### Belgija
- Durme, Flandrija

#### Francija
Pojav se v francoščini na splošno imenuje un mascaret. vendar imajo prednost nekatera druga lokalna imena.]
- Sena je imela do 1960-ih pomemben val, lokalno imenovano la barre. Od takrat je bil praktično odpravljen s poglabljanjem in urejanjem reke.
- Zaliv Mont-Saint-Michel, vključno s Couesnon, Sélune in Sée
- Arguenon
- Baie de la Frenaye
- Vire
- Sienne
- Vilaine, lokalno imenovan le mascarin
- Dordogne
- Garona

### Severna Amerika

#### Združene države
- Turnagain Arm of Cook Inlet, Aljaska. Do 2 metra in 20 km/h
- V zgodovini je imela reka Kolorado plimski val do 6 čevljev, ki je segala 47 milj navzgor.
- Reka Savanah do 16 km v notranjosti.
- Majhne plimske valove, visoke le nekaj centimetrov, so opazili, kako napredujejo v plimski zaliv na obali zaliva Misisipi.
- Zaliv Crissy Field Marsh v San Franciscu v Kaliforniji lahko pokaže plimski val ob visoki plimi.

#### Kanada
Glede na to, da ima zaliv Fundy najvišjo stopnjo plimovanja na svetu, ima večina rek, ki se izlivajo v ta zaliv med Novo Škotsko in Novim Brunswickom, znatne plimske valove. To so:
- Reka Petitcodiac je imela prej najvišji val v Severni Ameriki z več kot 2 m višine, vendar je gradnja nasipa med Monctonom in Riverviewom v 1960-ih povzročila kasnejšo obsežno sedimentacijo, ki je val zmanjšala na malo več kot valovanje. Po precejšnjih političnih polemikah so bila vrata nasipa odprta 14. aprila 2010 kot del projekta obnove reke Petitcodiac in plimski val je ponovno začel rasti.[17] Obnova vala je zadostovala, da so julija 2013 profesionalni deskarji zajahali 1 meter visok val 29 kilometrov navzgor po reki Petitcodiac od vasi Belliveau do Monctona, da bi postavili nov severnoameriški rekord za neprekinjeno deskanje.[18]
- Reka Shubenacadie v Novi Škotski. Ko se plimski val približa, se popolnoma izsušene rečne struge napolnijo. Povzročil je smrt več turistov, ki so bili v rečnih strugah, ko je vdrl val. Upravljavci turističnih čolnov poleti ponujajo rafting izlete.
- Val je najhitrejši in najvišji na nekaterih manjših rekah, ki se povezujejo z zalivom, kot sta reki Hebert in Maccan v porečju Cumberland, reki St. Croix in Kennetcook v porečju Minas ter reka Salmon v Truru.[19]

#### Mehika
V zgodovini je bil plimski val v Kalifornijskem zalivu v Mehiki ob izlivu reke Kolorado. Nastal je v estuarju okoli otoka Montague in se razširil navzgor. Nekoč je bil zelo močen, vendar so preusmeritve reke za namakanje oslabile tok reke do te mere, da je plimovanje skoraj izginilo.

### Južna Amerika

#### Brazilija
- Reka Amazonka v Braziliji, visoka do 4 metre, teče s hitrostjo do 21 km/h. Lokalno je znana kot pororoca.[20]
- Reka Mearim v Braziliji
- Reka Araguari v Braziliji. V preteklosti je bila zelo močna, od leta 2015 pa velja za izgubljeno zaradi gojenja bivolov, namakanja in gradnje jezov vzdolž reke, kar je povzročilo znatno izgubo pretoka vode.

#### Venezuela
Reka Orinoko v Venezueli

## Jezera s plimskimi vrtinami
Jezera z oceanskim vhodom lahko kažejo tudi plimske vrtine.

### Severna Amerika
Jezero Nitinat na otoku Vancouver ima včasih nevaren plimski val v Nitinat Narrows, kjer se jezero sreča s Tihim oceanom. Jezero je zaradi stalnih vetrov priljubljeno med deskarji.